# Bülent Uygun
Bülent Uygun (ur. 1 sierpnia 1971 w Sakaryi) – piłkarz turecki grający na pozycji ofensywnego pomocnika lub napastnika. W swojej karierze rozegrał 18 meczów w reprezentacji Turcji i strzelił w niej 7 goli.

## Kariera klubowa
Karierę piłkarską Bülent Uygun rozpoczął w klubie Sakaryaspor. Grał tam w drużynie juniorów. W 1990 roku przeszedł do Kocaelisporu, grającego w 1. Lig. Zadebiutował w nim 26 sierpnia 1990 w zremisowanym 1:1 wyjazdowym meczu z Düzce K. Doğsanspor. W sezonie 1991/1992 wygrał z Kocaelisporem rozgrywki 1. Lig i awansował z nim do tureckiej ekstraklasy. W Kocaelisporze grał do końca sezonu 1992/1993.
Latem 1993 roku Bülent Uygun przeszedł do Fenerbahçe SK ze Stambułu. Swój debiut w nim zanotował 29 sierpnia 1993 w zwycięskim 2:1 wyjazdowym spotkaniu z Altayem, w którym zdobył gola. W sezonie 1993/1994 strzelił ich łącznie 22 i został królem strzelców tureckiej ekstraklasy, a Fenerbahçe wywalczyło wicemistrzostwo kraju. W sezonie 1995/1996 został z Fenerbahçe mistrzem Turcji.
Na początku 1997 roku Bülent Uygun wrócił do Kocaelisporu i wystąpił z nim w przegranym finale Pucharu Turcji z Trabzonsporem. W 1998 roku odszedł z Kocaelisporu do Çanakkale Dardanelspor, w którym zadebiutował 18 października 1998 w meczu z Altayem (1:1). W klubie tym grał przez sezon.
Latem 1999 Bülent Uygun został zawodnikiem Trabzonsporu, w którym po raz pierwszy zagrał 8 sierpnia 1999 przeciwko Adanasporowi (2:1). W 2000 roku odszedł do Göztepe. W nim z kolei swój debiut zaliczył 29 sierpnia 2000 w meczu z Kocaelisporem (0:2).
Latem 2000 roku Bülent Uygun przeszedł do występującego w 2. Lig, Zonguldak Kömürsporu. W 2001 roku podpisał kontrakt z klubem Anadolu Üsküdar 1908 z 3. Lig i grał w nim do końca 2002 roku. Na początku 2003 roku został piłkarzem Sivassporu. Po pół roku gry w nim zakończył karierę.
| Sezon   | Klub                   | Kraj   | Rozgrywki | Mecze | Bramki |
| ------- | ---------------------- | ------ | --------- | ----- | ------ |
| 1990/91 | Kocaelispor            | Turcja | 1. Lig    | 26    | 0      |
| 1991/92 | Kocaelispor            | Turcja | 1. Lig    | 21    | 5      |
| 1992/93 | Kocaelispor            | Turcja | Süper Lig | 25    | 7      |
| 1993/94 | Fenerbahçe SK          | Turcja | Süper Lig | 30    | 22     |
| 1994/95 | Fenerbahçe SK          | Turcja | Süper Lig | 31    | 9      |
| 1995/96 | Fenerbahçe SK          | Turcja | Süper Lig | 33    | 8      |
| 1996/97 | Fenerbahçe SK          | Turcja | Süper Lig | 12    | 0      |
| 1996/97 | Kocaelispor            | Turcja | Süper Lig | 2     | 0      |
| 1997/98 | Kocaelispor            | Turcja | Süper Lig | 12    | 0      |
| 1998/99 | Kocaelispor            | Turcja | Süper Lig | 1     | 0      |
| 1998/99 | Çanakkale Dardanelspor | Turcja | Süper Lig | 26    | 4      |
| 1999/00 | Trabzonspor            | Turcja | Süper Lig | 2     | 0      |
| 1999/00 | Göztepe                | Turcja | Süper Lig | 10    | 0      |
| 2000/01 | Zonguldak Kömürspor    | Turcja | 2. Lig    | 30    | 0      |
| 2001/02 | Anadolu Üsküdar 1908   | Turcja | 3. Lig    | 25    | 3      |
| 2002/03 | Anadolu Üsküdar 1908   | Turcja | 3. Lig    | 8     | 2      |
| 2002/03 | Sivasspor              | Turcja | 1. Lig    | 7     | 3      |

## Kariera reprezentacyjna
W reprezentacji Turcji Bülent Uygun zadebiutował 27 października 1993 roku w wygranym 2:1 spotkaniu eliminacji do MŚ 1994 z Polską. Od 1993 do 1996 roku rozegrał w kadrze narodowej 11 meczów.
| Mecze i gole w reprezentacji | Mecze i gole w reprezentacji | Mecze i gole w reprezentacji | Mecze i gole w reprezentacji | Mecze i gole w reprezentacji | Mecze i gole w reprezentacji | Mecze i gole w reprezentacji |
| #                            | Data                         | Stadion                      | Rywal                        | Wynik                        | Gol                          | Rozgrywki                    |
| 1993                         | 1993                         | 1993                         | 1993                         | 1993                         | 1993                         | 1993                         |
| ---------------------------- | ---------------------------- | ---------------------------- | ---------------------------- | ---------------------------- | ---------------------------- | ---------------------------- |
| 1.                           | 27.10.1993                   | Stambuł, Turcja              | Polska                       | 2:1                          | 0                            | el. MŚ 1994                  |
| 1994                         |                              |                              |                              |                              |                              |                              |
| 2.                           | 23.02.1994                   | Stambuł, Turcja              | Czechy                       | 1:4                          | 0                            | towarzyski                   |
| 3.                           | 20.04.1994                   | Bursa, Turcja                | Rosja                        | 0:1                          | 0                            | towarzyski                   |
| 1995                         |                              |                              |                              |                              |                              |                              |
| 4.                           | 04.06.1995                   | Toronto, Kanada              | Kanada                       | 3:1                          | 0                            | towarzyski                   |
| 5.                           | 11.06.1995                   | Toronto, Kanada              | Honduras                     | 1:0                          | 0                            | towarzyski                   |
| 6.                           | 18.06.1995                   | Iquique, Chile               | Paragwaj                     | 0:0                          | 0                            | Copa Centenario 1995         |
| 7.                           | 22.06.1995                   | Santiago, Chile              | Chile                        | 0:0                          | 0                            | Copa Centenario 1995         |
| 8.                           | 30.08.1995                   | Stambuł, Turcja              | Macedonia Północna           | 2:1                          | 0                            | towarzyski                   |
| 9.                           | 06.09.1995                   | Stambuł, Turcja              | Węgry                        | 2:0                          | 0                            | el. Euro 96                  |
| 1996                         |                              |                              |                              |                              |                              |                              |
| 10.                          | 14.02.1996                   | Izmir, Turcja                | Białoruś                     | 3:2                          | 0                            | towarzyski                   |
| 11.                          | 29.05.1995                   | Tallinn, Estonia             | Estonia                      | 0:0                          | 0                            | towarzyski                   |